# Soziale Welt
Die Soziale Welt – Zeitschrift für sozialwissenschaftliche Forschung und Praxis (SozW) ist eine seit 1949 erscheinende soziologische Fachzeitschrift.
Sie wurde im Namen der Arbeitsgemeinschaft Sozialwissenschaftlicher Institute herausgegeben. Bis 2018 waren Armin Nassehi, Sabine Maasen, Irmhild Saake und Tobias Wolbring die Herausgeberinnen und Herausgeber, seither sind dies: Tobias Wolbring, Eva Barlösius, Silke Hans, Corinna Kleinert, Monika Jungbauer-Gans, Christian von Scheve, Jürgen Schupp, Mark Trappmann und Monika Wohlrab-Sahr. Mit Beginn des 69. Jahrgangs erfolgte eine personelle und inhaltliche Neuausrichtung der vom Nomos Verlag Baden-Baden verlegten Zeitschrift.
Die Redaktion, zunächst an der Sozialforschungsstelle an der Universität Münster in Dortmund, dann lange Zeit am Institut für Soziologie der Ludwig-Maximilians-Universität München, befindet sich heute an der Friedrich-Alexander-Universität Erlangen-Nürnberg.
Die Zeitschrift lag 2013 in der Statistik des Social Science Citation Index auf Rang 108 von 138 betrachteten Journals in der Kategorie „Soziologie“. Die Soziale Welt belegte einen Platz hinter der Zeitschrift für Soziologie und der Kölner Zeitschrift für Soziologie und Sozialpsychologie und vor dem Berliner Journal für Soziologie.